# Olena Stjaschkina
Olena Wiktoriwna Stjaschkina (ukrainisch Олена Вікторівна Стяжкіна; * 25. Februar 1968 in Donezk) ist eine ukrainische Schriftstellerin, Publizistin und Professorin für Geschichte.

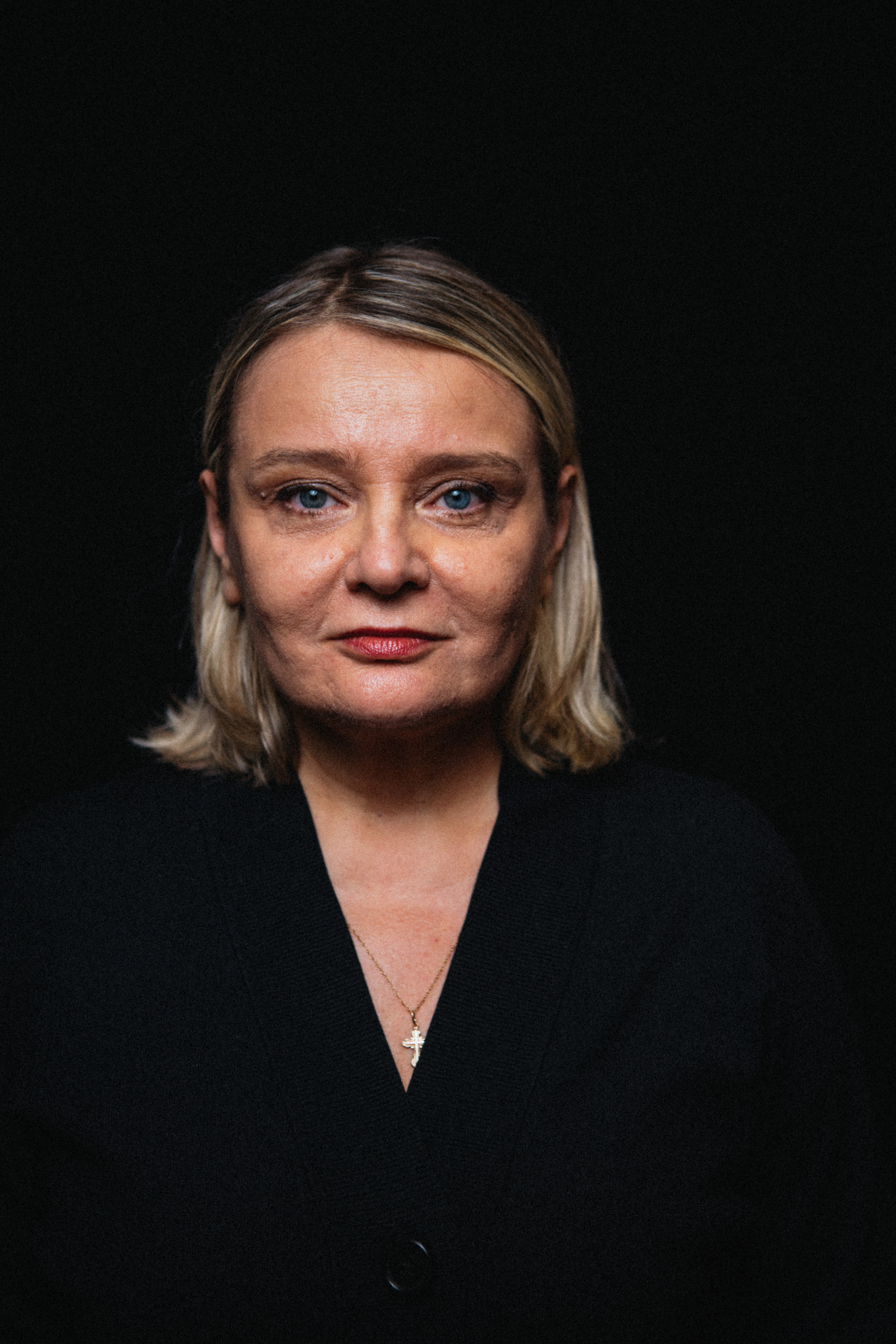
Olena Stjaschkina (2021)

Stjaschkina ist leitende Wissenschaftlerin am Lehrstuhl für die Geschichte der Ukraine in der zweiten Hälfte des 20. Jahrhunderts am Institut für Geschichte der Ukraine der Nationalen Akademie der Wissenschaften der Ukraine und war früher Professorin am Lehrstuhl für slawische Geschichte an der Nationalen Universität Donezk. Sie ist Gründerin der öffentlichen Bewegung "De-occupation. Rückkehr. Bildung." und Mitglied des PEN Ukraine.

## Romane (Auswahl)
- Великое никогда. Donezk 1993
- Кухонный вальс. Donezk 2003
- Купите бублики: Повести, рассказы. OLMA, Moskau 2006, ISBN 978-5-373-00528-9
- Ты посмотри на нее! Fakt, Kiew 2006
- Фактор Николь: Повести и рассказы. АСТ, Moskau 2009
- Все так. Astrel, Moskau 2012
- Один талант. АСТ, Moskau 2014, ISBN 978-5-457-65799-1
- Розка. Folio, Charkiw 2018, ISBN 978-966-03-8198-8
- Смерть лева Сесіла мала сенс. Видавництво Старого Лева, Lemberg 2021
  - Der Tod des Löwen Cecil ergab Sinn. Akademische Verlagsbuchhandlung Friedrich Mauke, Jena 2023, ISBN 978-3-948259-11-2